# 小橋優子
小橋 優子（こばし ゆうこ、1994年4月14日 - ）は、日本の元女優、元タレントである。
現在は主にインディーズバンドを支援する活動を行っており、その活動はフリーペーパーの編集長やデザイナーなど多岐に渡る。
東京都出身。身長166cm。元アッシュジャパン所属。愛称は「ゆちょる」。現在はこの愛称をデザイナー名として活動している。

## 来歴
- 2010年10月、ネットスカウトによって、現在の事務所に所属する。
- 2011年、ドラマ『3年B組金八先生ファイナル』でデビュー。

## 人物・エピソード
- 特技は絵を描く事。趣味は裁縫。
- 美術関係の高校に在学中。学校ではダンス部に所属している。

## 出演

### テレビドラマ
- 3年B組金八先生ファイナル〜「最後の贈る言葉」4時間SP（2011年3月27日、TBS） - 3B生徒・今井さなえ 役

### 映画
- エコエコアザラク〜黒井ミサファースト・エピソード（2011年） - 大河内 役